# Ogcodes nigrinervis
Ogcodes nigrinervis är en tvåvingeart som beskrevs av White 1914. Ogcodes nigrinervis ingår i släktet Ogcodes och familjen kulflugor.
Artens utbredningsområde är Tasmanien. Inga underarter finns listade i Catalogue of Life.